# Haus des Lehrers
La Haus des Lehrers, en français maison de l'Enseignant (abrégé en HdL), est un bâtiment du quartier de Mitte, situé sur l'Alexanderplatz, à Berlin en Allemagne. Il fait partie d'un ensemble architectural comprenant aussi une salle des congrès, la Kongresshalle am Alexanderplatz (de), un bâtiment de deux étages de 2500 mètres carrés, nommé Berlin Congress Center (bcc) depuis septembre 2003.

## Maison de l'Association des professeurs
En octobre 1908, la Maison de l'Association des Professeurs, un bâtiment conçu par Hans Toebelmann et Henry Groß, est inauguré au n°41 de la place. L'association y avait son bâtiment administratif et un hôtel pour les membres de l'association ainsi qu'une salle consacrée à l'événementiel. S'y tiennent entre autres, le 2 février 1919, les funérailles de Karl Liebknecht et Rosa Luxemburg. La vaste bibliothèque pédagogique de l'association des enseignants a survécu aux deux guerres mondiales.

## Reconstruction après la Seconde Guerre mondiale
Après la destruction de l'ancien bâtiment pendant la Seconde Guerre mondiale, la maison de l'Enseignant est construite de 1961 à 1964, un peu plus au nord-est. C'était le premier gratte-ciel de l'Alexanderplatz. La première pierre du bâtiment de l'équipe d'architectes Hermann Henselmann, B. Geyer et J. Streitparth est posée le 12 décembre 1961. La Maison ouvre le 9  septembre 1964.

## Construction
Le bâtiment de douze étages fait 54 mètres de haut, et 44 mètres de large sur 15 mètres de profondeur. Il repose sur une charpente d'acier pourvue d'un mur-rideau en verre-aluminium. Il présente une frise composée de 800 000 éléments de mosaïque aux troisième et quatrième étages, connue sous le bérolinisme « pansement abdominal ». Cette frise portant le nom Our Life, conçue par Walter Womacka, montre des représentations de la vie sociale en RDA. Avec sept mètres de haut et 127 de longueur, c'est l'une des plus grandes œuvres d'art d'Europe en termes de superficie. L'ensemble immobilier est classé monument historique depuis les années 1990.
L'endroit était conçu comme un lieu de rencontre pour les éducateurs, dont le Klub Berliner Pädagogen. Aux troisième et quatrième étages - derrière la frise - se trouvait la Bibliothèque centrale pédagogique, l'une des bibliothèques pédagogiques les plus importantes d'Europe avec 650 000 ouvrages. La salle de lecture associée était au cinquième étage. Après la disparition de la RDA, la bibliothèque est fusionnée dans la Bibliothèque de recherche sur l'histoire de l'éducation.
Un café et un restaurant étaient situés aux premier et deuxième étages. Les autres espaces publics comprenaient une librairie, des salles de réception et un cabaret avec un bar.
Après la fin du régime est-allemand, le bâtiment est la propriété du Sénat de Berlin qui y transfère une partie de l'administration scolaire du Sénat. À partir de 1994 le bâtiment est loué, puis vendu fin 2001 pour 8.18 millions d'euros vendus à l' association du logement Berlin-Mitte (WBM (de)).
Entre 2002 et 2004, le complexe avec la salle des congrès adjacente est entièrement restauré, modernisé et partiellement reconstruit. En réduisant la taille des cages d'escalier, la surface utilisable peut être doublée. Un pavillon de verre est construit sur le toit.

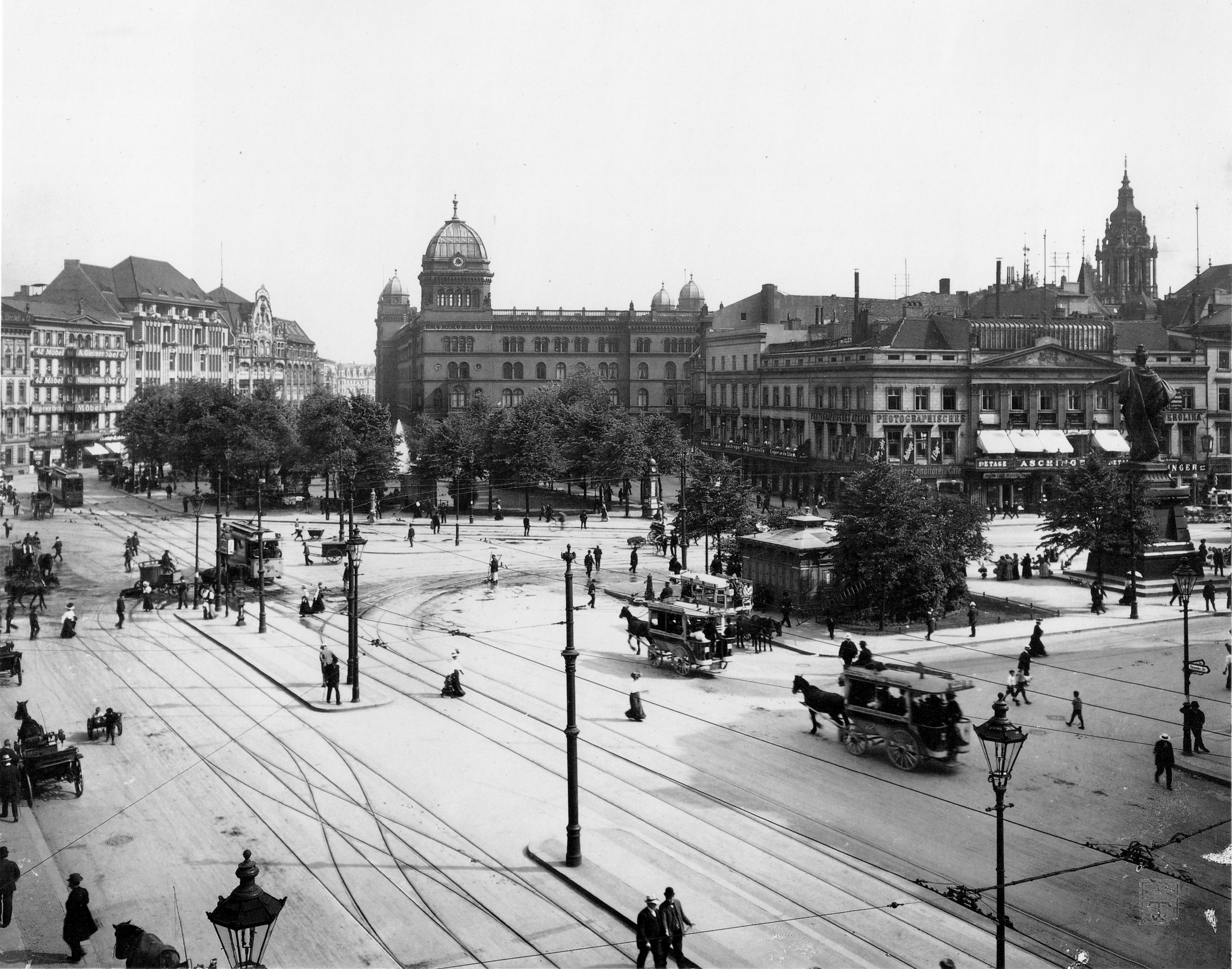
Alexanderplatz vers 1908 (de gauche à droite) : l'Association des enseignants, le siège de la police, le restaurant Aschinger.
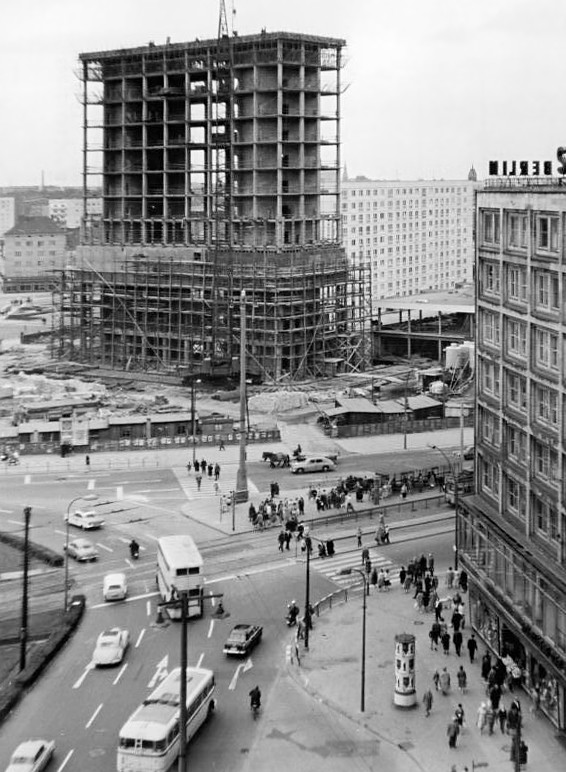
Maison de l'Enseignant pendant la construction, 1963.
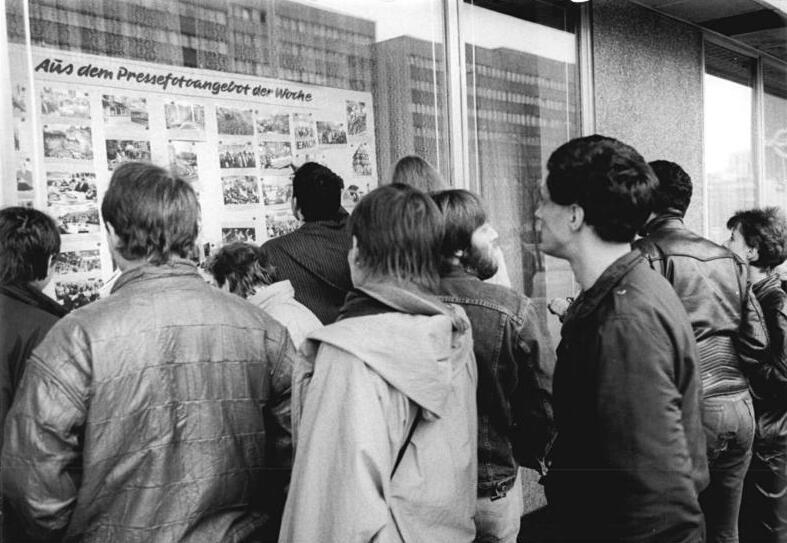
Novembre 1989 : des photos de la grande manifestation d'Alexanderplatz sont exposées à l'ADN et suscitent alors un grand intérêt.
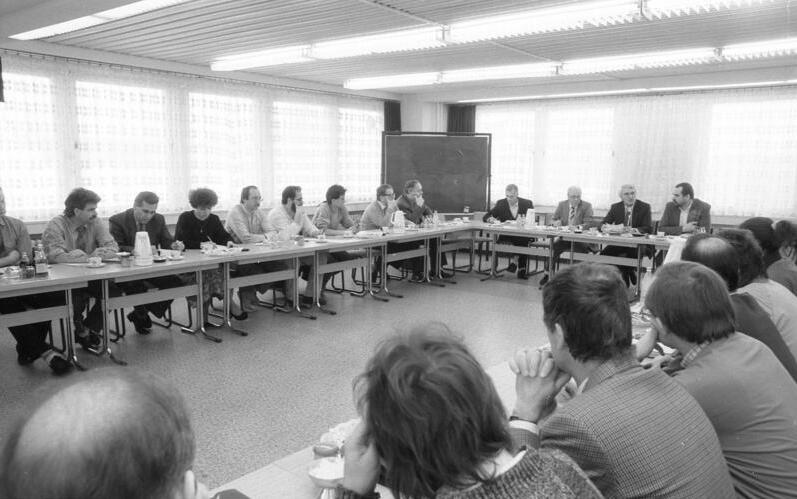
Janvier 1990 : les responsables des principaux médias et les représentants des médias des nouveaux partis et organisations se réunissent dans le bâtiment du Service général pour la 2ème table ronde en présence de Günter Pötschke, directeur général d'ADN.
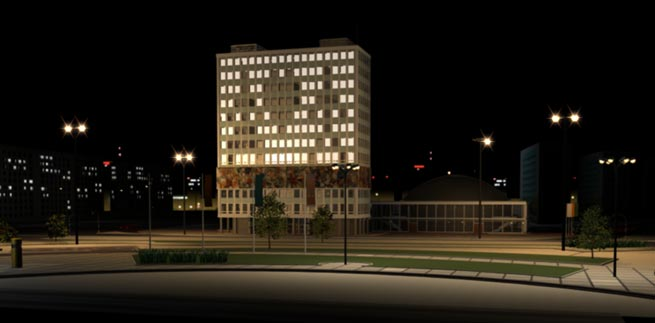
Maison de l'Enseignant avec l'installation Blinkenlights.
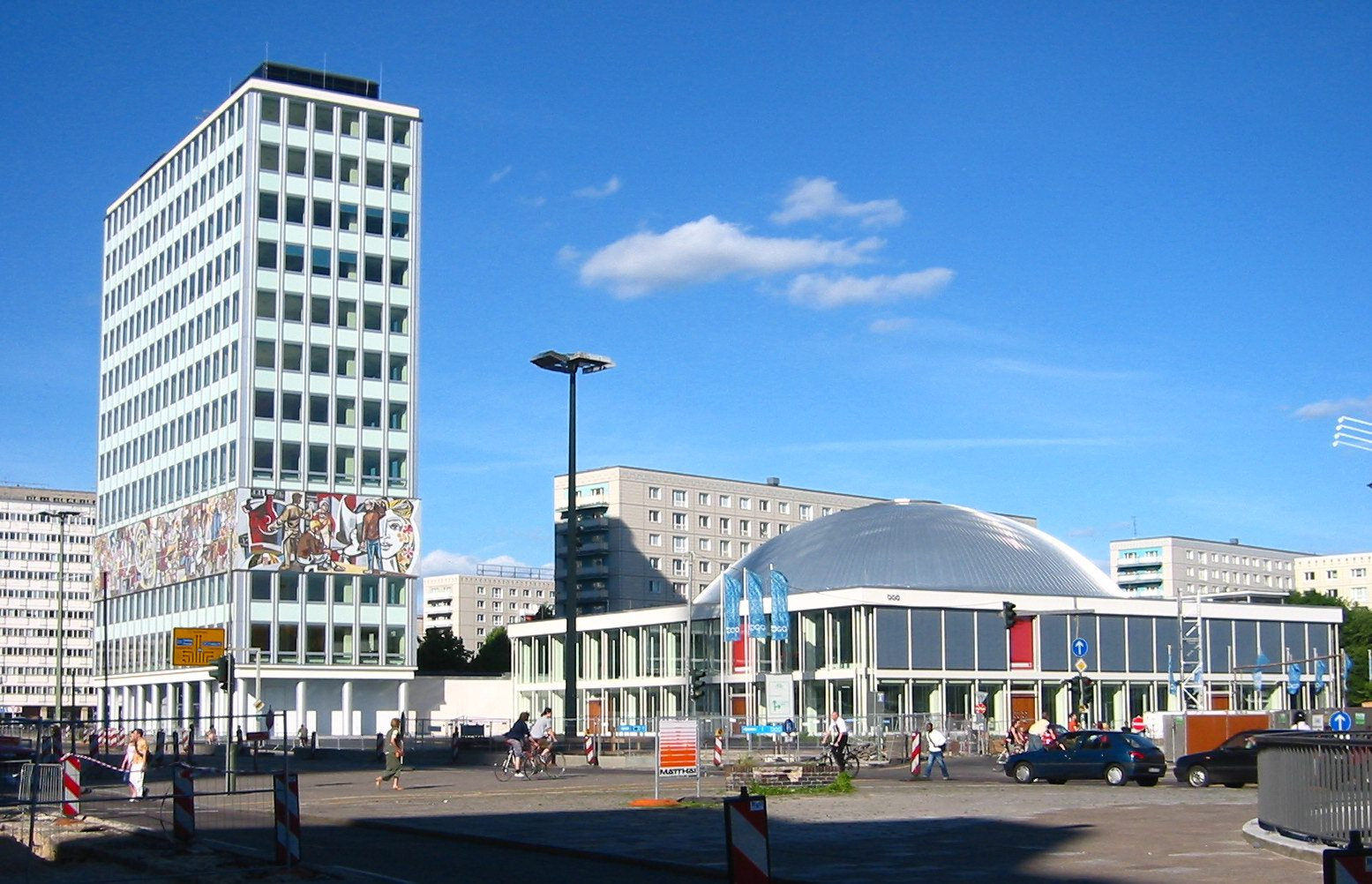
Juin 2005 : À droite, le centre d'exposition bcc.